# Actaeodes
Actaeodes is een geslacht van kreeftachtigen uit de klasse van de Malacostraca (hogere kreeftachtigen).

## Soorten
- Actaeodes consobrinus (A. Milne-Edwards, 1873)
- Actaeodes hirsutissimus (Rüppell, 1830)
- Actaeodes inaequalis
- Actaeodes mutatus Guinot, 1976
- Actaeodes quinquelobatus Garth & Kim, 1983
- Actaeodes semoni (Ortmann, 1894)
- Actaeodes tomentosus (H. Milne Edwards, 1834)